# Picris
Picris es un género de plantas con flores perteneciente a la familia  Asteraceae. Comprende 250 especies descritas y de estas, solo unas 60  aceptadas.

## Etimología
Del Griego πιχρίς, amargo, y luego el Latín picris, ĭdis, una especie de lechuga amarga según Plinio el Viejo (Historia naturalis,19, XXXVIII, 2), y llamada así por su amargura.

## Ecología
Las especies de Picris son alimento para las larvas de algunas especies de lepidópteros, incluyendo Schinia cardui, que come exclusivamente P. hieracioides.

## Taxonomía
El género fue descrito por Carlos Linneo y publicado en Species Plantarum, vol. 2, p. 792, 1753. La especie tipo es: Picris hieracioides L.

## Algunas aceptadas
- Picris albida Ball
- Picris altissima Delile
- Picris amalecitana (Boiss.) Eig
- Picris angustifolia DC.
- Picris aspera Poir.
- Picris asplenioides L.
- Picris atlantica Ball
- Picris babylonica Hand.-Mazz.
- Picris barbarorum Lindl.
- Picris bompieyrei Sennen
- Picris bracteata Losa
- Picris burbidgeae S.Holzapfel
- Picris campylocarpa Boiss. & Heldr.
- Picris comosa (Boiss.) P.D.Jackson
- Picris compacta S.Holzapfel
- Picris conyzoides Lack & S.Holzapfel
- Picris cupuligera (Durieu) Walp.
- Picris cyanocarpa Boiss.
- Picris cyprica Lack
- Picris cyrenaica (Pamp.) Lack
- Picris davurica Fisch. ex Hornem.
- Picris divaricata Vaniot
- Picris drummondii S.Holzapfel
- Picris eichleri Lack & S.Holzapfel
- Picris evae Lack
- Picris flexuosa Thunb.
- Picris galilaea (Boiss.) Eig
- Picris helminthioides (Ball) Greuter
- Picris hieracioides Sibth. & Sm.
- Picris hispanica (Willd.) P.D.Sell
- Picris hispidissima (Bartl.) W.D.J.Koch
- Picris humilis DC.
- Picris junnanensis V.N.Vassil.
- Picris kotschyi Boiss.
- Picris littoralis Merino
- Picris longirostris Sch.Bip.
- Picris macloviana d'Urv. ex DC.
- Picris macrantha Timb.-Lagr.
- Picris macrorhiza Jeanb. & Timb.-Lagr.
- Picris mauginiana Pamp.
- Picris morrisonensis Hayata
- Picris nigricans Grognot
- Picris nuristanica Bornm.
- Picris ohwiana Kitam.
- Picris olympica Boiss.
- Picris pauciflora Willd.
- Picris pygmaea Hill
- Picris racemosa Batt.
- Picris rhagadioloides (L.) Desf.
- Picris rivularis Pau
- Picris sancta F.W.Schmidt
- Picris scaberrima Guss. ex Ten.
- Picris scabra Forssk.
- Picris senecioides Beauverd
- Picris sinuata (Lam.) Lack
- Picris spinosissima Geners.
- Picris squarrosa Steetz
- Picris strigosa .Bieb.
- Picris sulphurea Delile
- Picris wagenitzii Lack
- Picris willkommii Nyman
- Picris xylopoda Lack[2]